# Cratichneumon labiatus
Cratichneumon labiatus là một loài tò vò trong họ Ichneumonidae.